# Hardcore Gaming 101
Hardcore Gaming 101 es una revista en línea de videojuegos fundada por Kurt Kalata. Kalata estableció el sitio después de graduarse en la universidad cuando notó la sobreabundancia de guías de estrategias de juegos; sintió que alguien debía crear más libros acerca de la historia de los juegos. En sus años de formación, Hardcore Gaming 101 se enfocó especialmente en juegos de Japón. El sitio se ha vuelto conocido por su cobertura exhaustiva de juegos clásicos y la historia detrás de ellos.
Kalata describe sus motivaciones detrás de la fundación del sitio de la siguiente manera: «la historia de los juegos es importante para mí porque es importante analizar cómo todo está conectado entre sí... Los nuevos productos siempre son influenciados por las cosas que vinieron antes, por lo que resulta interesante rastrear de dónde vinieron ciertos elementos y reconocer los talentos de los pioneros.

## Libros
A lo largo de los años, Hardcore Gaming 101 también ha producido una cantidad de libros de temas específicos de los juegos. En 2013, publicaron Sega Arcade Classics Volume 1, centrado en las contribuciones de Sega a los juegos de arcade. Después publicaron The Best 200 Video Games of All Time, el cual examina títulos que su equipo editor consideró importantes en la historia de los juegos. En 2016, produjeron un libro llamado Taito Arcade Classics acerca de la historia de Taito, los juegos de arcade y la industria de juegos en Japón. Esto sería seguido por la publicación de The Unofficial Guide To Konami Shooters que cubre la historia de los shooters producidos por Konami, al igual que Data East Arcade Classics que trata de los títulos de Data East. Para 2017, Hardcore Gaming 101 también había distribuido The Guide to Shoot Em Ups: Volume 1, el cual cubre títulos matamarcianos clásicos que aún no habían sido cubiertos en sus libros acerca de Taito o Konami.

## Reconocimiento
El contribuidor de Nintendo Life, Damien McFarren, ha llamado al sitio «una mina de oro para los gamers retro, con su personal revelando incansablemente gemas del pasado que todos ya habían olvidado». The Escapist tomó nota de los «focos de atención exhaustivamente investigados tanto de los juegos viejos como nuevos», llamando a Hardcore Gaming 101 «un sitio web que debería funcionar también como el texto de historia para todos aquellos que trabajen en la industria de juegos». Destructoid dijo de forma similar que «el sitio se destaca en desenterrar trivialidades sobre los juegos desconocidos para todos, salvo los moderadores más increíblemente dedicados de Wikipedia», llamando a la publicación una «gema».